# Nikolai Grigorjewitsch Dutow
Nikolai Grigorjewitsch Dutow (russisch Николай Григорьевич Дутов, engl. Transkription Nikolay Dutov; * 19. Dezember 1938 in Tschernjanoje, Oblast Tambow; † 6. Januar 1992 in Tambow) ist ein ehemaliger russischer Langstreckenläufer, der für die Sowjetunion startete.
Bei den Olympischen Spielen 1964 in Tokio wurde er Siebter über 5000 m. Über 10.000 m erreichte er nicht das Ziel.
1965 siegte er beim Leichtathletik-Europacup in Stuttgart über 10.000 m.
1964 wurde er Sowjetischer Meister über 5000 m und 1969 über 10.000 m.

## Persönliche Bestzeiten
- 3000 m: 8:03,2 min, 21. Juni 1965, Moskau
- 5000 m: 13:46,6 min, 25. Juni 1966, Moskau
- 10.000 m: 28:22,0 min, 31. Juli 1965, Kiew